# Jojo's Bizarre Adventure: Eyes of Heaven
Jojo's Bizarre Adventure: Eyes of Heaven (ジョジョの奇妙な冒険　アイズオブヘブン Jojo no kimyō na bōken: Aizu obu Hebun?, "Jojos bisarra äventyr: Himlens ögon") är ett actionspel utvecklat av Cyberconnect2 till Playstation 3 och Playstation 4. Spelet gav först ut av Bandai Namco Games i Japan den 17 december 2015, och under 2016 också i Nordamerika och Europa. Spelet är en uppföljare till Jojo's Bizarre Adventure: All Star Battle, och baseras på Hirohiko Arakis manga Jojo's Bizarre Adventure.

## Spelbara figurer
Det går att spela som flera figurer från de olika delarna av mangan:
Del 1 - Phantom Blood
- Jonathan Joestar
- William Anthonio Zeppeli
- Robert Edward O. Speedwagon
- Dio Brando

Del 2 - Battle Tendency
- Joseph Joestar
- Caesar Anthonio Zeppeli
- Lisa Lisa
- Rudol von Stroheim
- Wamuu
- Esidisi
- Kars

Del 3 - Stardust Crusaders
- Jotaro Kujo
- Joseph Joestar
- Muhammad Avdol
- Noriaki Kakyoin
- Jean Pierre Polnareff
- Iggy
- Dio
- Hol Horse
- N'Doul
- Mariah
- Pet Shop
- Vanilla Ice

Del 4 - Diamond Is Unbreakable
- Josuke Higashikata
- Koichi Hirose
- Shigekiyo Yangu
- Akira Otoishi
- Yoshikage Kira
- Yukako Yamagishi
- Rohan Kishibe
- Okuyasu Nijimura
- Kosaku Kawajiri
- Jotaro Kujo

Del 5 - Vento Aureo
- Giorno Giovanna
- Guido Mista
- Pannacotta Fugo
- Narancia Ghirga
- Trish Una
- Bruno Buccellati
- Diavolo
- Vinegar Doppio

Del 6 - Stone Ocean
- Jolyne Cujoh
- Ermes Costello
- Weather Report
- Enrico Pucci
- Narciso Anasui
- Enrico Pucci med C-Moon Stand

Del 7 - Steel Ball Run
- Johnny Joestar
- Gyro Zeppeli
- Diego Brando
- Funny Valentine

Del 8 - Jojolion
- Josuke Higashikata
- Joshu Higashikata